# Karnemelksgat
Het Karnemelksgat (of 'Karnemelksegat') was een langgerekt en onregelmatig gevormd stuk water in de Buitendijkse Buitenvelderse polder dat ontstaan was na een doorbraak van het Nieuwe Meer in de zestiende eeuw. Het lag in het noordwesten van Nieuwer-Amstel, het huidige Amstelveen, in Noord-Holland. Aan de noordkant stond het in verbinding met het Nieuwe Meer en aan de zuidkant eindigde het ter hoogte van het huidige Braakpark.
Na de vervening van de Rietwijkeroorder polder en de Buitendijkse Buitenvelderse polder in het eerste kwart van de 20e eeuw verdween ook het grootste deel van het Karnemelksegat. Hier werd vanaf de jaren dertig het Amsterdamse Bos aangelegd. Het restant van het water maakt sinds de jaren dertig onderdeel uit van het park de De Braak.